# جایزه فنی گرمی
جایزه فنی گرمی (انگلیسی: Technical Grammy Award) یک جایزه گرمی ویژه است که به افراد یا شرکت‌هایی اهدا می‌شود که کمک‌های فنی برجسته‌ای در زمینه ضبط داشته باشند. این جایزه اولین بار در سال ۱۹۹۴ به دکتر توماس جی استکهام جونیور اهدا شد. از دیگر افرادی که این جایزه را دریافت کرده اند می توان به ری دالبی، ایکوتارو کاکه هاشی، روپرت نیو، لس پال، فیل رامون، دکتر رابرت موگ، جف امریک، تام دوود، بیل پاتنم، جورج ماسنبورگ، راجر لین، لئو فندر و توماس آلوا ادیسون اشاره کرد. شرکت های مورد تقدیر عبارتند از ای‌کی‌جی آکوستیک، اپل، آوید آدیو، جی‌بی‌ال، لکسیکان، شور (شرکت)، و سونی/فیلیپس.